# Jud
|  | Per a altres significats, vegeu «Jud (nom)». |

Jud és una ciutat del Comtat de LaMoure a l'estat de Dakota del Nord dels Estats Units d'Amèrica.

## Demografia
Segons el cens dels Estats Units del 2000 Jud tenia 76 habitants, 43 habitatges, i 20 famílies. La densitat de població era de 122,3 hab./km².
Dels 43 habitatges en un 14% hi vivien nens de menys de 18 anys, en un 39,5% hi vivien parelles casades, en un 7% dones solteres, i en un 51,2% no eren unitats familiars. En el 48,8% dels habitatges hi vivien persones soles el 32,6% de les quals corresponia a persones de 65 anys o més que vivien soles. El nombre mitjà de persones vivint en cada habitatge era d'1,72 i el nombre mitjà de persones que vivien en cada família era de 2,29.
Per edats la població es repartia de la següent manera: un 11,8% tenia menys de 18 anys, un 0% entre 18 i 24, un 26,3% entre 25 i 44, un 18,4% de 45 a 60 i un 43,4% 65 anys o més.
L'edat mediana era de 54 anys. Per cada 100 dones de 18 o més anys hi havia 103 homes.
La renda mediana per habitatge era de 22.857 $ i la renda mediana per família de 34.375 $. Els homes tenien una renda mediana de 36.250 $ mentre que les dones 16.250 $. La renda per capita de la població era de 17.095 $. Cap de les famílies i el 22,2% de la població estaven per davall del llindar de pobresa.

## Poblacions properes
El següent diagrama mostra les poblacions més properes.